# Orishas
Orishas — кубинская хип-хоп группа, 1999 —.по настоящее время.

## История
Группа была основана во Франции, и первоначально называлась Amenaza («Угроза»), её аудиторией была кубинская молодёжь. Там же они подписали контракт с рекорд-компанией. В 1999 году Фидель Кастро встретился с ними, и это был первый раз, когда кубинское правительство показало поддержку хип-хоп музыке.
Группа была и остаётся популярной в Европе (особенно во Франции, Испании, Португалии) и Латинской Америке. Yotuel Romero и Ruzzo Medina, которые переехали из Гаваны в Париж в рамках международной программы исследований, к ним присоединились Roldán González и Flaco-Pro для формирования группы в 1999 году. Их работы зависит от движения хип-хоп, а также кубинских и других латиноамериканских ритмов. В октябре 2009 они произвели в общей сложности четыре студийных альбома и сборник лучших хитов, в том числе альбом Cosita Buena, выпущенный 17 июня 2008 г. В 2009 году они приняли участие в концерте Paz Sin Fronteras II в Plaza de la Revolución, Гавана, Куба. 
В октябре 2009 года группа состояла из трёх участников: Yotuel, Ruzzo и Roldán. Flaco-Pro покинул группу в 2002 году, перед выходом студийного альбома Emigrante. Участники группы живут в разных местах Европы (Roldán в Париже, Ruzzo в Милане, и Yotuel в Мадриде). В общем было продано 750 000 копий альбомов Orishas в Европе. Получили 2 Грэмми. В 2007 году они сотрудничали с пуэрто-риканской группой Calle 13 при записи песни «Pa’l Norte» (с альбома Residente о Visitante). Песня получила Latin Grammy за лучшую городскую песню.
В 2017 году Orishas выпустили очередной альбом "Gourmet", который успешно дебютировал на втором месте в iTunes Spain и на четвёртом месте в Top Latin Album iTunes.

## Происхождение и рост международной популярности
Orishas начала как кубинская рэп-группа «Amenaza» в начале 1990-х годов под руководством Joel Pando . В 1998 году члены Amenaza отправились в Париж для выполнения и принятия контракта с европейским лейблом. Переезд в Европу сыграл решающую роль в их музыкальной карьере, так как многим рэп-группам на Кубе не хватало ресурсов для профессиональной записи. На самом деле, из сотен рэперов на Кубе, Orishas является единственной группой, которая получила международное признание в 2006 году.
Их первый альбом A Lo Cubano, был выпущен в Испании в мае 1999 года под прозвищем Orishas. Летом 1999 года, Orishas начал двухлетнее турне по Европе и Соединённым Штатам, которое принесло им международную известность. В декабре 2000 года Orishas вернулся на Кубу, чтобы принять участие в двух концертах, привлекая десятки тысяч молодых кубинцев. Orishas получил известность как дома, так и за рубежом. 19 октября 2019 года Orishas впервые выступили в России на сцене московского клуба "1930". 

## Состав
- Niko Noki (Nicolas Nocchi), создатель и продюсер группы
- Flaco-Pro (Liván Núñez Alemán) принимал участие только в первом альбоме (A lo cubano)
- Roldán (Roldán González Rivero)
- Ruzzo (Hiram Riverí Medina)
- Yotuel «Guerrero» (Yotuel Omar Romero Manzanares)

## Дискография
- 1999 — A Lo Cubano[англ.]
- 2002 — Emigrante[англ.]
- 2005 — El Kilo[англ.]
- 2008 — Cosita Buena[англ.]
- 2018 - Gourmet[3]

## Саундтреки
Антикиллер (2002) - «Represent», «Madre»
Грязные танцы 2: Гаванские ночи (2004) - «Represent, Cuba» совместно с Хизер Хедли